# Le Bois (Adelsgeschlecht)
Die Pariser Le Bois (mit Adelstitel: du Bois) sind eine Familie, die seit der zweiten Hälfte des 15. Jahrhunderts bezeugt ist und 1761 ausstarb.
Mit den Ämtern, die sie im Haushalt des Königs bekleideten, konnten sie sich über mehrere Generationen in der Spitze der königlichen Verwaltung halten. Abgesichert wurde ihre Position anfangs durch eine enge Verbindung zur Familie Bohier durch die Ehe, die Jean (II.) du Bois 1493 mit Jeanne Bohier schloss. Sie war die Schwester des Kardinals Antoine Bohier (1462–1519) und von Thomas Bohier († 1524), Seigneur de Chenonceaux, der mit Catherine Briçonnet († 1526) verheiratet war, der Tochter des Kardinals Guillaume Briçonnet († 1514), sowie über ihre Mutter die Cousine des Kardinals Antoine du Prat (1463–1535).
1662 wurde Louis du Bois quasi erblicher Grand Bailli de Touraine, das Amt übernahm 1699 sein Sohn Louis Thomas du Bois, der es 1742 an seinen Schwiegersohn Charles Léonard de Baylens weitergab.
Über Baylens Tochter Henriette Rosalie, die den ältesten Sohn des Herzogs von Sully heiratete, sollte der Besitz der Familie Le Bois an das Haus Béthune bzw. an das Haus Montmorency kommen, was aber mangels Nachkommen nicht gelang.
Im 17. Jahrhundert wurde versucht, die Familie Le Bois als jüngere Linie des Hauses Fiennes zu etablieren (der Vater von Jean (I.) als Sohn von Jean du Bois, Seigneur de Raincheval, und Jeanne de Créquy), doch wird dies überwiegend zurückgewiesen, da es dabei wohl nur darum ging, die eigene Herkunft zu erhöhen.

## Stammliste
1. Jean (I.) du Bois († vor 1505), Seigneur de Fontaines, Maître d’Hôtel des Königs Karl VIII., 1467 bezeugt; ⚭ Louise de Sillon
  1. Jean (II.), Seigneur de Fontaines, Conseiller du Roi, Maître des Comptes du Roi in Paris, Controleur général und Secrétaire des Finances, 1522 bezeugt; ⚭ 17. Oktober 1493 Jeanne Bohier, Tochter von Astremoine Bohier, Seigneur de Ciarac in der Auvergne, und Anne du Prat
    1. Astremoine (I.), 1569 bezeugt, Seigneur de Fontaines-Morant; ⚭ 22. November 1532 Jeanne de Fortia, Tochter von Bernard de Fortia, Seigneur de Paradis et de La Branchouère, und Jeanne Miron, Enkelin von Gabriel Miron, Sieur de Beauvoir, Médecin ordinaire du Roi
      1. Antoine, Seigneur de Fontaines, 1594 bezeugt, Conseiller du Roi, Botschafter in den Niederlanden; ⚭ 4. März 1571 Marie Prudhomme, Tochter von Louis Prudhomme, Sire de Fontenay-en-Brie, und Marie l’Huillier de Boulencourt
        1. Pierre, Seigneur de Fontaines, 1597 bezeugt; ⚭ Françoise Olivier, Tochter von Jean Olivier, Seigneur de Leuville, Gentilhomme ordinaire de la Chambre du Roi, und Susanne de Chabannes
          1. Jean (III.), Chevalier, Seigneur de Fontaines, 1681 bezeugt
          2. Louis du Bois, Chevalier, Marquis de Givry et de Vandenesse, Seigneur de Marans-la-Bréché-Parcay, 1646–1681 bezeugt, Lieutenant-général des Armées du Roi, Grand Bailli de Touraine; ⚭ Françoise Morant, Tochter von Thomas Morant, Marquis du Menil-Garnier
            1. Louis Thomas du Bois (* 24. September 1688; † 3. April 1742), Marquis de Leuville, de Vandenesse et de Givry, Grand Bailli de Touraine, Lieutenant-général des Armées du Roi; ⚭ (1) Mai 1708 Louise-Philippe Thomé († 18. Mai 1724); ⚭ (2) 5. Juni 1725 Marie Voisins (* 21. März 1702; † 28. Februar 1746), Tochter von Daniel François Voisins, Kanzler von Frankreich, und Charlotte Trudaine
              1. (2) Antoinette-Madeleine-Olivier du Bois (* 2. Oktober 1730), Marquise de Leuville etc.; ⚭ 8. März 1745 Charles Léonard de Baylens, Marquis de Poyanne (* 13. März 1718; † 21. Oktober 1781)
                1. Henriette Rosalie de Baylens-Poyanne (* 1745; † 1772); ⚭ 1767 Maximilien Alexis de Béthune (* 1750; † 1776), Erbherzog von Sully, Sohn von Maximilien Antoine Armand de Béthune, Herzog von Sully, und Louise Gabrielle de Châtillon (Haus Béthune)
                  1. Maximilienne Augustine Henriette de Béthune (* 27. September 1772); ⚭ (1) 15. Juni 1790 Louis François de Béthune († guillotiniert 28. April 1794) (Haus Béthune); ⚭ (2) 1802 Eugène Alexandre de Montmorency, Duc de Laval († 2. April 1851) (Haus Montmorency); beide Ehen blieben kinderlos.

      2. Charles, 1567 bezeugt
      3. Astremoine (II.), Seigneur de Sauzay, 1594 bezeugt

    2. Jeanne; ⚭ Jean Tesnière, Bailli du Vendômois